# Ouled Maallah
Ouled Maallah è un comune dell'Algeria, situato nella provincia di Mostaganem.